# Gerber Mark II
El Gerber Mark II es un cuchillo de combate fabricado por Gerber Legendary Blades de 1966 a 2000, con una tirada adicional limitada de 1500 unidades en el 2002, y la producción completa se reanuda a partir de julio de 2008. Fue diseñado por el capitán en retiro del ejército de Estados Unidos, Bud Holzman, que basó el diseño en un gladius romano de Mainz.

## Descripción
Con 32,39 cm (12,75 in) de largo, tiene una hoja de acero inoxidable 420 HHC de doble filo con punta de lanza y cintura de avispa de 16,5 cm (6,5 in), pesa 226,796 gramos (8 onzas) y tiene una empuñadura de aluminio fundido a presión con un aspecto distintivo similar al del cuchillo de combate Fairbairn-Sykes desarrollado durante la Segunda Guerra Mundial para los comandos británicos. El Mark II fue llevado comúnmente por las tropas de los Estados Unidos en la Guerra de Vietnam, y fue superado solo por el cuchillo Ka-Bar en fama.
El MK II fue la hoja sugerida en el controvertido libro de Paladin Press, Hit Man: A Technical Manual for Independent Contractors.

## Uso
Durante la Guerra de Vietnam, la primera producción de este cuchillo tenía un desplazamiento de cinco grados entre la hoja y la empuñadura para poder montar en la funda de manera más cómoda y darle al usuario un agarre similar al de una hoja de esgrima. Esta característica de diseño llevó a que los usuarios devolvieran un número significativo de cuchillos por tener una «hoja doblada», por lo que Gerber suspendió ese elemento en las series de producción posteriores.
En la década de 1970, los intercambios de bases y puestos militares dejaron de vender estos cuchillos, argumentando que «no eran de buen gusto» o que eran «demasiado brutales». Al Mar, que entonces trabajaba para Gerber como diseñador de cuchillos, agregó los dientes de sierra hacia la empuñadura, promocionando el cuchillo como una «ayuda para la supervivencia», haciéndolo más atractivo para el Sistema PX, que reanudó la venta del Mark II como un cuchillo de supervivencia en lugar de un cuchillo de combate.
Gerber fabricó una versión reducida del Mark II conocido como Mark I. El Mark I tenía una hoja de 12 cm (4,75 in) y se comercializaba como un cuchillo para botas.

## En la cultura popular
El Mark II ganó fama adicional cuando fue utilizado por Mel Gibson en su papel de Max Rockatansky en la película de 1981 Mad Max 2.
El modelo de hoja recubierta de negro del Mark II se usó durante la escena de juego del cuchillo del comedor en la película de ciencia ficción Aliens.
La película Captain America: The Winter Soldier (2014) presenta al Soldado de Invierno usando un Mark II en una pelea con el Capitán América.
Durante una escena en El hombre de acero (2013), el coronel Nathan Hardy (interpretado por el actor Christopher Meloni) usa un Mark II en un intento de luchar contra la teniente kryptoniana Faora Hu-Ul, antes de que intervenga Superman.